# Mastrus laplantei
Mastrus laplantei là một loài tò vò trong họ Ichneumonidae.